# Valle dell'Angelo
Valle dell'Angelo là một đô thị (comune) thuộc tỉnh Salerno trong vùng Campania của Ý. Valle dell'Angelo có diện tích 36 km2, dân số là 406 người (thời điểm ngày 31 tháng 12 năm 2004).